# Бальмаседа
Бальмаседа, Вальмаседа (баск. Balmaseda (офіційна назва), ісп. Valmaseda) — муніципалітет в Іспанії, у складі автономної спільноти Країна Басків, у провінції Біская. Населення — 7270 осіб (2009).
Муніципалітет розташований на відстані близько 310 км на північ від Мадрида, 22 км на південний захід від Більбао.
На території муніципалітету розташовані такі населені пункти: (дані про населення за 2009 рік)
- Бальмаседа: 7222 особи
- Пандосалес: 28 осіб
- Пеньюеко: 20 осіб

## Демографія
Динаміка населення (INE ):

## Галерея зображень

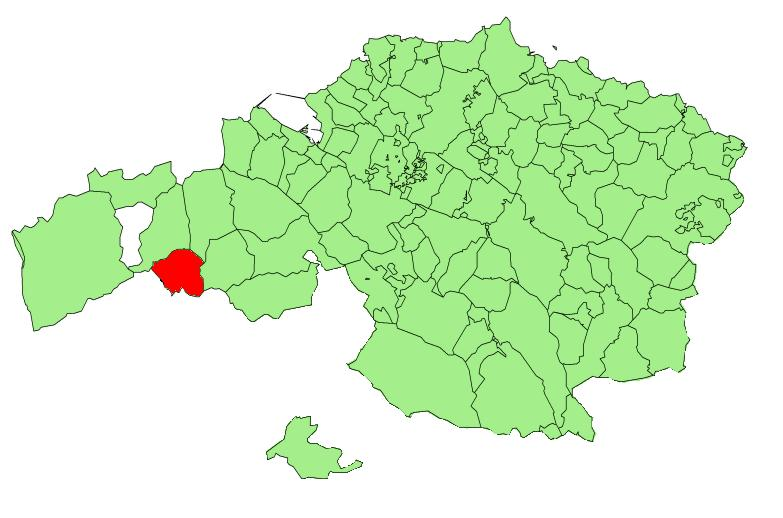
Розташування муніципалітету
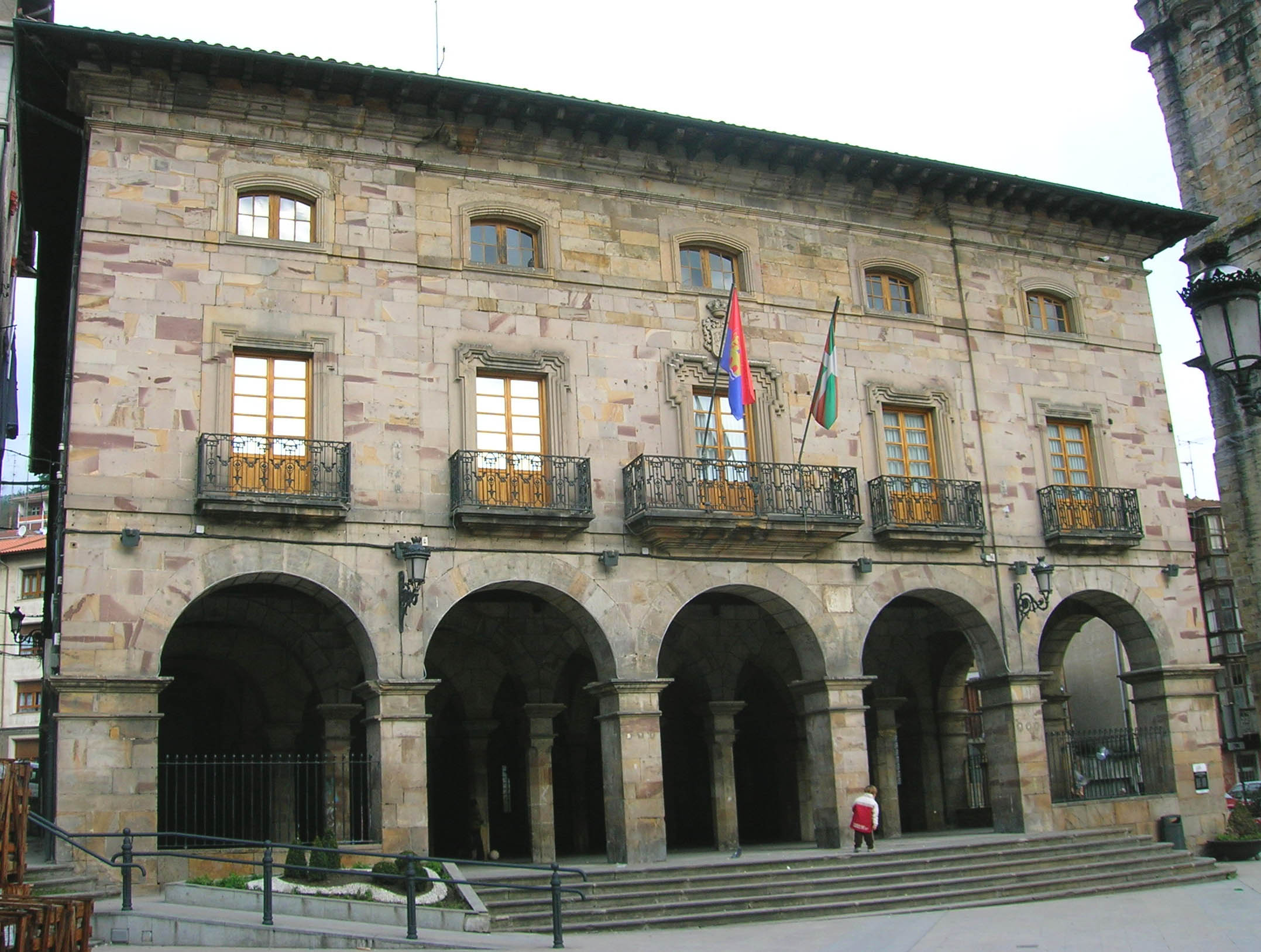
Муніципальна рада
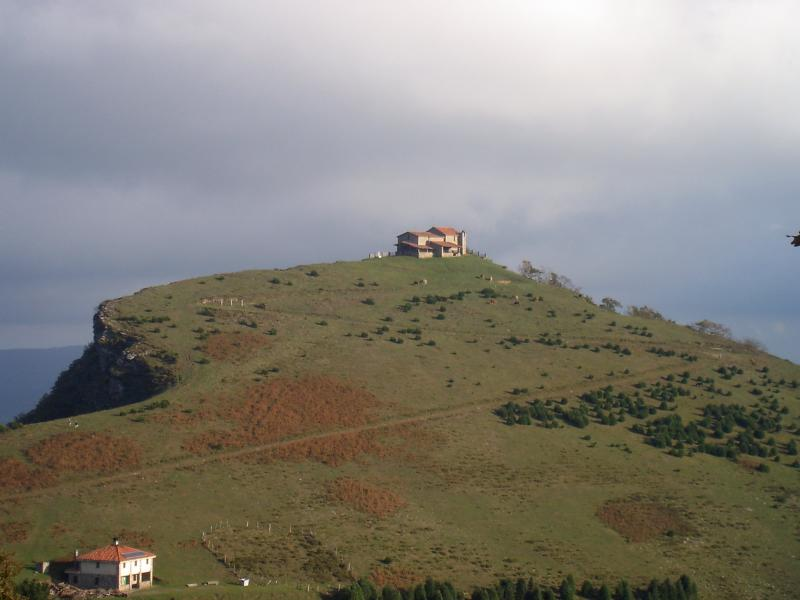
Гора Коліца